# Philadelphia Warriors 1960-1961
La stagione 1960-61 dei Philadelphia Warriors fu la 15ª nella NBA per la franchigia.
I Philadelphia Warriors arrivarono secondi nella Eastern Division con un record di 46-33. Nei play-off persero la semifinale di division con i Syracuse Nationals (3-0).

## Risultati
| Squadra               | V  | P  | %    | GB |
| --------------------- | -- | -- | ---- | -- |
| Boston Celtics        | 57 | 22 | 72,2 | -  |
| Philadelphia Warriors | 46 | 33 | 58,2 | 11 |
| Syracuse Nationals    | 38 | 41 | 48,1 | 19 |
| New York Knicks       | 21 | 58 | 26,6 | 36 |

## Roster
| N° | Naz.                   | Ruolo | Sportivo         | Anno | Alt. | Peso \|\| |
| -- | ---------------------- | ----- | ---------------- | ---- | ---- | --------- |
| 5  | Stati Uniti (bandiera) | G     | Guy Rodgers      | 1935 | 183  | 84        |
| 7  | Stati Uniti (bandiera) | GA    | Ed Conlin        | 1933 | 196  | 91        |
| 9  | Stati Uniti (bandiera) | AC    | Joe Graboski     | 1930 | 201  | 88        |
| 11 | Stati Uniti (bandiera) | GA    | Paul Arizin      | 1928 | 193  | 86        |
| 12 | Stati Uniti (bandiera) | GA    | Andy Johnson     | 1932 | 196  | 98        |
| 13 | Stati Uniti (bandiera) | C     | Wilt Chamberlain | 1936 | 216  | 125       |
| 15 | Stati Uniti (bandiera) | GA    | Tom Gola         | 1933 | 198  | 93        |
| 16 | Stati Uniti (bandiera) | G     | Al Attles        | 1936 | 183  | 79        |
| 17 | Stati Uniti (bandiera) | AC    | Joe Ruklick      | 1938 | 206  | 100       |
| 34 | Stati Uniti (bandiera) | G     | Pickles Kennedy  | 1938 | 180  | 82        |
| 52 | Stati Uniti (bandiera) | G     | Vern Hatton      | 1936 | 191  | 88        |

## Staff tecnico
- Allenatore: Neil Johnston